# Izaak Stalenhoef
Izaak Stalenhoef (1785) was van 1818 tot 1851 assessor van Eemnes.  
Hij was de zoon van Wouter Jacobse Stalenhoef en Jacobje Albertse Hoefsloot. Hij huwde Marritje Gerritse Rigter. Stalenhoef was zeer lang assessor van Eemnes. Hij werd in 1825 2e assessor naast  Pieter van Es. In 1843 werd Stalenhoef namens de gemeente opzichter over de R.K. Begraafplaats van Eemnes.
Ondanks dat velen menen dat hij ook burgemeester van Eemnes is geweest, blijkt dit niet uit de notulen van de gemeenteraad van Eemnes over de periode 1818 tot en met 1851.
De aanname dat hij burgemeester van Eemnes is geweest is terug te voeren op "de Geschiedenis van Baarn", samengesteld door J.C.F. baron  d'Aulnis de Bourouill, broer van F.F. d'Aulnis de Bourouill, burgemeester van Baarn.